# Cicle de maduració
El cicle de maduració és el temps que passa, en dies, des del moment en què es fa una comanda fins al dia en què es rep el pagament dels clients.